# Fanny Wilton
Fanny Maria Elisabeth Wilton, född 14 juni 1896 i Uppsala, död 24 november 1978 i Stockholm, var en svensk gymnastikdirektör och målare. 
Hon var dotter till tandteknikern Theodor Wizén och Amanda Carlsdotter och från 1923 gift med professorn Åke Wilton. Hon var som konstnär autodidakt och medverkade i Sveriges allmänna konstförenings höstutställning i Stockholm. Hennes bevarade brevkorrespondens förvaras vid Lunds universitetsbibliotek.
Fanny Wilton är begravd på Uppsala gamla kyrkogård.